# 朱利安·巴伯
朱利安·巴伯（/ˈbɑːrbər/，1937年—）是一位英国物理学家，研究兴趣为量子引力和科学史。
自1968年在科隆大学获得以阿尔伯特·爱因斯坦广义相对论为基础的博士学位以来，巴伯一直没有学术职位，而是兼职做翻译来养活自己和家人（尽管他有一个牛津大学的电子邮件地址，并且他的研究得到了经费，例如 FQXi 资助）。他居住在英国班伯里附近。 

## 无时间物理学
他在 1999 年出版的《时间的终结》一书中推进了无时间物理学：这一有争议的观点是，我们所感知的时间除了是一种幻觉之外并不存在，而物理理论中的许多问题都是由假设时间确实存在而产生的。他认为，除了我们对过去记忆之外，我们没有其他关于过去的证据；除了我们对未来信念之外，我们没有其他关于未来的证据。 “差异仅仅创造了一种时间的幻觉，每个单独的时刻都以其自身的方式存在，完整无缺。”他把这些时刻称为“现在”。这一切都是幻觉：没有运动，也没有变化。他认为，时间的幻觉是我们通过他所谓的“时间胶囊”来解读的，时间胶囊是“任何创造或编码运动、变化或历史外观的固定模式”。
巴伯理论比块宇宙理论更加怀疑，因为它不仅否认时间的流逝，而且否认时间外部维度的存在。物理学根据“现在”彼此固有的相似性来对它们进行排序。这种排序就是我们通常所说的时间排序，但它并不是来自于在特定时间发生的“现在”，因为它们不会发生，也不是来自于它们沿着块宇宙的时间轴不变地存在，而是来自于它们的实际内容。
哲学家JME McTaggart在其1908年的著作《时间的非现实性》中得出了类似的结论。

## 马赫动力学
巴伯还研究相关领域的马赫物理学。马赫方法要求物理学由直接可观察的量构成 。在标准分析动力学中，可以根据由粒子位置和动量（或瞬时速度）组成的状态确定系统的未来演变。巴伯认为，马赫方法避开了动量/瞬时速度，这些速度是无法直接观测的，因此需要多个仅由位置组成的“快照”。 这与巴伯时间思想中的快照或“现在”的概念有关。 
巴伯与物理学家布鲁诺·贝尔托蒂合作开发了一种称为“最佳匹配”的技术，用于直接从物体彼此空间关系的天文测量中推导出引力方程。该方法于 1982 年发表，它对引力效应的描述与爱因斯坦的广义相对论一样准确，但不需要时空的“背景”网格。新西兰坎特伯雷大学物理学家戴维·威尔特郡 (David Wiltshire) 认为，这种真正的马赫式或关系式方法可以解释宇宙加速膨胀的现象，而无需借助暗能量之类的诱因。 

## 对巴伯思想的批评
理论物理学家李·斯莫林在他的书中多次提到巴伯的思想。然而斯莫林通常对巴伯的想法持严厉批评态度，因为斯莫林是现实主义时间理论的支持者，该理论认为时间是真实的，而不是巴伯所说的一种幻觉。 斯莫林认为，物理学家们不恰当地否定了时间的真实性，因为他们混淆了他们的数学模型——这些模型是无时间的，但却处理着并不存在的抽象概念——与现实。 斯莫林则假设，物理定律本身并不是固定不变的，而是会随着时间而演变。 

理论物理学家肖恩·卡罗尔 (Sean Carroll)批评了巴伯和所有坚持宇宙“无时间观”的物理学家：
问题不在于我不同意无时间论者的观点，而在于我不明白其中的重点。我没有动力去努力仔细阅读他们所写的内容，因为我不清楚这样做能得到什么。如果有人能直截了当地告诉我，用无时间的语言思考世界能让我理解什么，我会非常乐意重新调整我的态度，认真对待这些作品。 

## 政治活动
1974 年 10 月的英国大选中，巴伯作为独立英国民族党候选人在班伯里参选， 获得 547 票。 后来他开始活跃于社会民主党。 

## 图书

### 唯一作者
- 1999年。时间的终结：我们对宇宙理解的下一场革命。牛津大学出版社。 ；ISBN 0-19-511729-8 （平装本：ISBN 0-7538-1020-4 )
- 2001年。动力学的发现：从机械论的角度研究动力学理论的发现和结构。ISBN 0-19-513202-5国际标准书号 0-19-513202-5 。 《绝对运动还是相对运动？》平装重印。
- 1989年。绝对运动还是相对运动？ 。ISBN 0-19-513203-3国际标准书号 0-19-513203-3 。
- 2020年。雅努斯点：一种新的时间理论ISBN 978-0465095469基础书籍。

### 合著者
- 1982 年（与 B. Bertotti 合作）。马赫原理和动力学理论的结构。
- 1994 年（与 Vladimir Pavlovich Vizgin 合作） 《20 世纪前三分之一的统一场论》 。ISBN 0-8176-2679-4国际标准书号 0-8176-2679-4 。
- 1996 年（与赫伯特·菲斯特合作）马赫原理：从牛顿水桶到量子引力。伯克豪瑟。ISBN 0-8176-3823-7国际标准书号 0-8176-3823-7 。

## 进一步阅读
其他人对巴伯理论的科学研究
- 安德森，爱德华 (2004) “几何动力学：时空还是空间？ ”博士论文，伦敦大学。
- 安德森，爱德华 (2007) “从两组不同的第一性原理中恢复几何动力学”， Stud。历史。菲洛斯。型号物理38：15。
- Baierlein, RF, DH Sharp 和John A. Wheeler (1962)“三维几何作为时间信息的载体”， Phys.修订版126：1864–1865。
- Max Tegmark （2008）“数学宇宙”，发现。物理38：101–150。
- Wolpert, DH (1992)“记忆系统、计算和热力学第二定律”，国际理论物理杂志31：743–785。巴伯认为这篇文章支持了他关于时间虚幻本质的观点。